# كارلتون فريمان
كارلتون فريمان (بالإنجليزية: Carlton Freeman)‏ هو مدرب كرة قدم أمريكي، ولد في القرن العشرين في جزر العذراء الأمريكية في الولايات المتحدة.

## وصلات خارجية
- كارلتون فريمان على موقع الاتحاد الدولي (مؤرشف)  (الإنجليزية)